# Isoetes pseudojaponica
Isoetes pseudojaponica är en kärlväxtart som beskrevs av M. Takamiya, Watanabe och Ono. Isoetes pseudojaponica ingår i släktet braxengräs, och familjen Isoetaceae. Inga underarter finns listade i Catalogue of Life.